# 1639年金星凌日

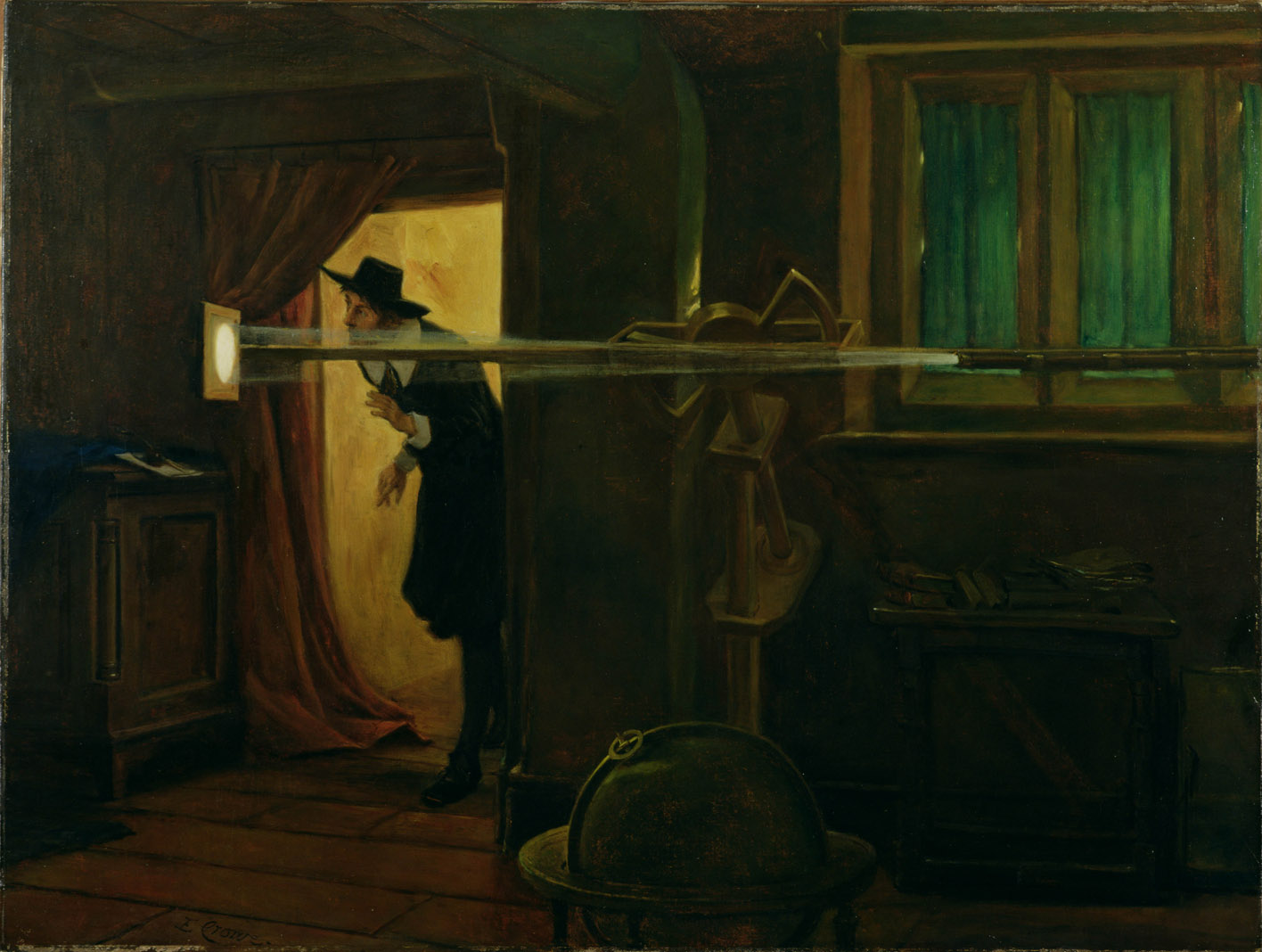
观测1639年金星凌日的杰雷米亚·霍罗克斯（《英国天文学的奠基人》（The Founder of English Astronomy），埃尔·克劳 (画家)1891年绘制）

英国天文学家杰雷米亚·霍罗克斯及其友人威廉·克拉布特里对于1639年金星凌日的观测是已知的首次留有记录的金星凌日观测。他们在那年的12月4日（按照英格兰当时通行的儒略历是11月24日）各自独立地进行了观察：霍罗克斯是在兰开夏郡的卡尔公寓以及马驰胡尔村观测的，克拉布特里则是在曼彻斯特附近布劳顿的家中观测的。
约翰内斯·开普勒的友人及其创造的新天文学的追随者一直通过观测来修正改进开普勒的魯道夫星曆表。霍罗克斯是唯一一个意识到1639年金星凌日将要到来的天文学家，其他的天文学家是在霍罗克斯的报告广为传播后才意识到的。尽管二人在完成此次观测后五年内双双离世，但他们突破性的工作对于太阳系体积的研究具有深远影响。由于此次观测以及其他的一系列成就，霍罗克斯、克拉布特里以及他们的笔友威廉·加斯科因被尊为英国天文学研究之父。

## 背景

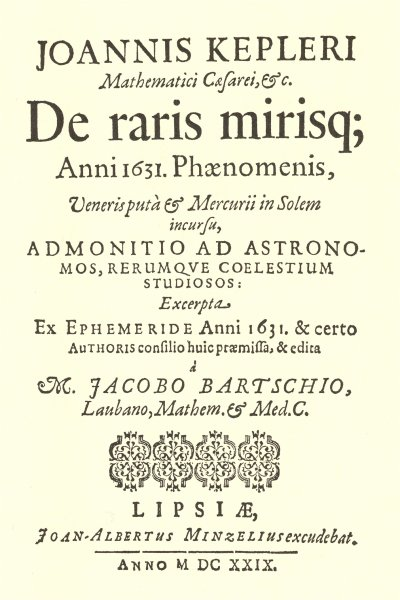
开普勒在《难再盛年，1631》（De raris mirisque Anni 1631）中提醒天文学家注意即将于1631年到来的水星凌日与金星凌日

到了17世纪，两项重要成就使得行星凌日的观测成为可能：望远镜以及开普勒所创立的新天文学。依照开普勒的理论，行星公转轨道不是圆而是椭圆。
1627年，开普勒发表了他的鲁道夫星表。两年后，开普勒在他的小册子《难再盛年，1631》中刊发了星表的摘录。这份小册子中还有“对于天文学者的提醒”（admonitio ad astronomos）。开普勒在其中提到了1631年的水星凌日以及1631年与1761年的金星凌日。因斯布鲁克的约翰·巴普蒂斯特·塞萨特、鲁法克的约翰内斯·雷穆斯·奎埃塔努斯、以及巴黎的皮埃尔·伽桑狄都观测到了开普勒预测的水星凌日。这证实了开普勒的方法。不过，他们的观测结果与之前的太阳系理论有冲突之处，水星要比原本预测的小许多。
尽管开普勒的计算结果显示1631年金星凌日最佳观测地会是美洲大陆，但他对于自己的预测没有充分的自信，所以他建议欧洲的天文学家应该为观测这一现象做好准备。伽桑狄以及欧洲其他的观察者都为它做了准备，但与预测结果一致，在凌日过程中，太阳在地平线之下。依据现代计算结果，意大利大部以及东地中海的观测者可以看到凌日的最后阶段，但人们目前还没有发现来自这些地区的观测结果。开普勒还预测了1639年的金星只会与太阳擦身而过。由于下一次完整的金星凌日就是121年后的事了，伽桑狄以及其他天文学家只得在其他地方集中精力。

### 杰雷米亚·霍罗克斯
杰雷米亚·霍罗克斯（1618年－1641年1月3日）生于托克斯泰斯鹿園的下洛奇（现属利物浦）。父亲詹姆斯是製表匠，母亲玛丽（娘家姓阿斯平沃尔）出身当地望族。:115阿斯平沃尔家族的一些成员也涉足製表业。据说就是同是製表匠的一个叔叔将杰雷米亚引入天文学的大门。1632年5月11日，杰雷米亚进入剑桥大学伊曼纽尔学院学习，并于1632年7月5日作为公费生被剑桥大学录取，也就是说不能自费完成学业的他需要完成给定的任务来获得学费减免。在剑桥期间，他学习了艺术、古典语言、几何学以及传统天文学。他还利用业余时间自学伽利略、第谷·布拉赫以及开普勒等人提出的更需要数学知识的新天文学。霍罗克斯通读了当时的天文学专著，找到了其中的纰漏，并在17岁时提出了一些新的研究成果。1635年，由于拖欠毕业所需费用，他从剑桥肄业。
在离开剑桥后，霍罗克斯回到了他在兰开夏的家，并开始为天文学研究收集书籍以及仪器。:641639年的夏天，他离开家，前往18英里外海岸边的马驰胡尔村，担任斯通思家族孩子的家教。斯通思家是富庶的男子服饰经销商，住在布雷瑟顿的卡尔公寓。:105
霍罗克斯首次提出了月亮公转轨道是椭圆形的。他也写过一部有关开普勒天文学的专著，并且曾经利用数学方法探索过后世所说的引力的比例关系。艾萨克·牛顿曾在《自然哲学的数学原理》中提到过他的月球理论与霍罗克斯的工作的关系。

### 威廉·克拉布特里

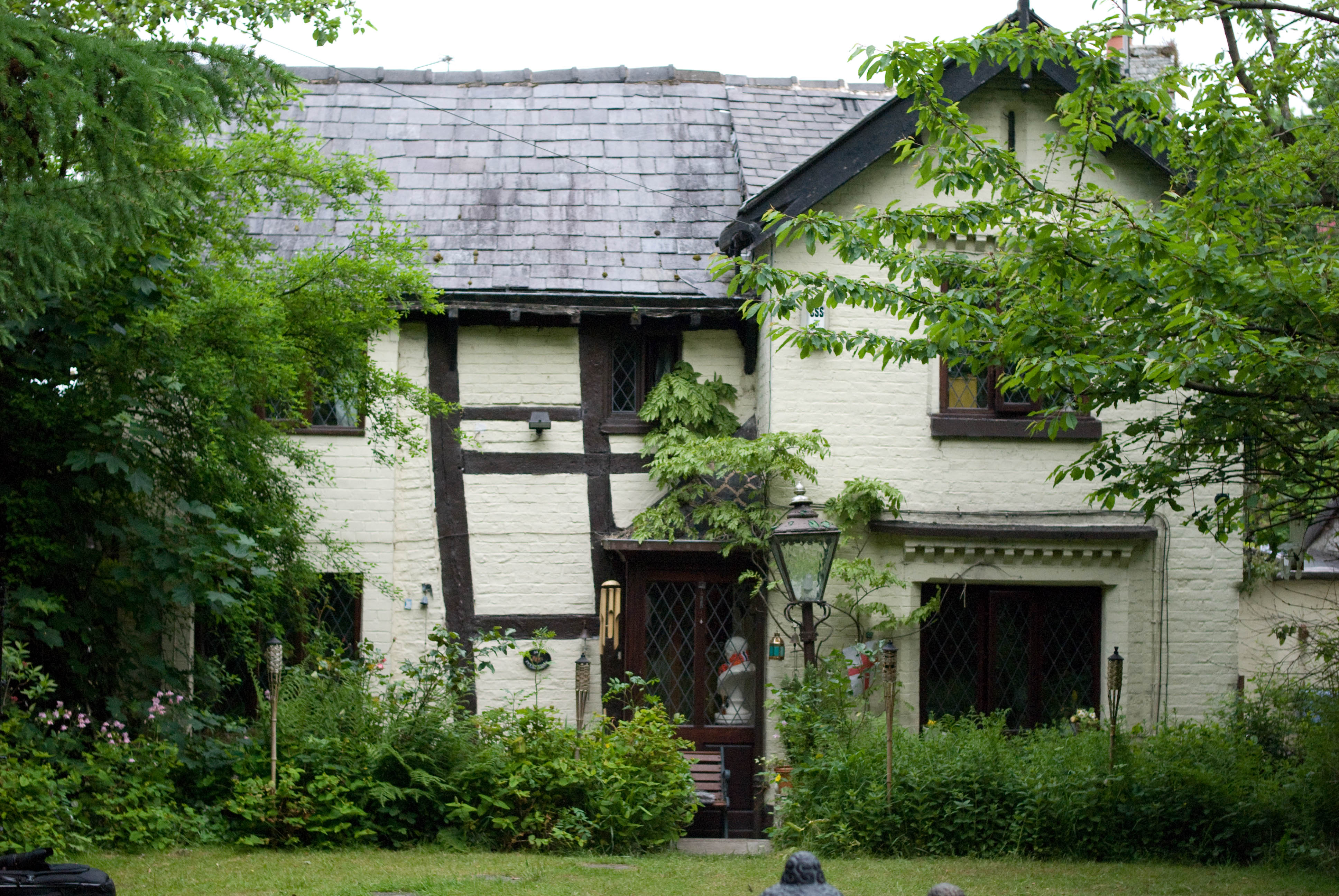
布劳顿的常青藤农舍（Ivy Cottage），据说威廉·克拉布特里就是在这里观测金星凌日的。

威廉·克拉布特里（1610－1644）是位来自曼彻斯特附近小镇布劳顿（现属索尔福德市）的布商。他的父亲约翰是个兰开夏的富裕的农民。他是在曼彻斯特的一所文法学校（可能是曼彻斯特文法学校的前身，当时位于曼彻斯特座堂，现为切塔姆音乐学校）中接受的教育。他在曼彻斯特城内工作，并入赘一个富裕的家族。在业余时间他会研究数学和天文学。他仔细地观测过行星的运行，做过精细的计算并提升过鲁道夫星表的精度。他与霍罗克斯、威廉·加斯科因、克里斯托弗·汤内力以及格雷舍姆学院的天文学教授与伊曼纽尔学院校友萨缪尔·福斯特是长期的笔友，不过他们之间来往的信笺大多数都已遗失。现在已经无从得知霍罗克斯与克拉布特里见没见过面，但他们自1636年以来会定期通信。他们都着迷于约翰内斯·开普勒的工作。他们与威廉·加斯科因常自称“我们这些开普勒主义者”（nos Keplari）。
克拉布特斯从自己的观测结果出发认定尽管存在误差，开普勒的鲁道夫星表还是优于当时通用的兰斯贝尔热星表的。他也是开普勒的新天文学的第一批传播者。到了1637年，他已经让霍罗克斯认识到开普勒系统的优越性。他们利用自己的观测结果对开普勒星表做了许多订正。克拉布特里还将其中的数据转化为小数形式。

### 水星凌日
1638年9月29日，霍罗克斯致信克拉布特里，告诉他金星凌日即将于1638年10月21日（儒略历）到来。这是开普勒没有预测到的。他还说他要将他的望远镜架在一个椭圆面上，在上面放一张纸。他在纸上会绘制一个带数字标记的圆，将太阳投影在上面。这种望远镜后来叫做太阳目视镜。凌日实际上并没有发生，水星在太阳外经过。不过这对于后来的金星凌日观测是次非常重要的历练。
1639年10月，霍罗克斯通过计算得出金星凌日在一个周期内不会单次出现，而是会相隔8年成对出现，并意识到第二次金星凌日会在四周内到来。他预测行星的视直径小于1秒，也就是说它会像是太阳上的小黑点。当它作为启明星出现时，视直径约为1分。:115他给弟弟以及身处布劳顿的克拉布特里写信，建议他们观测11月24日（格里高利历为12月4日）的现象。霍罗克斯在信中是这样说的：“对于鲁道夫星历的进一步精确计算证实了我的预测。我非常高兴能够看到金星。”

## 观测过程

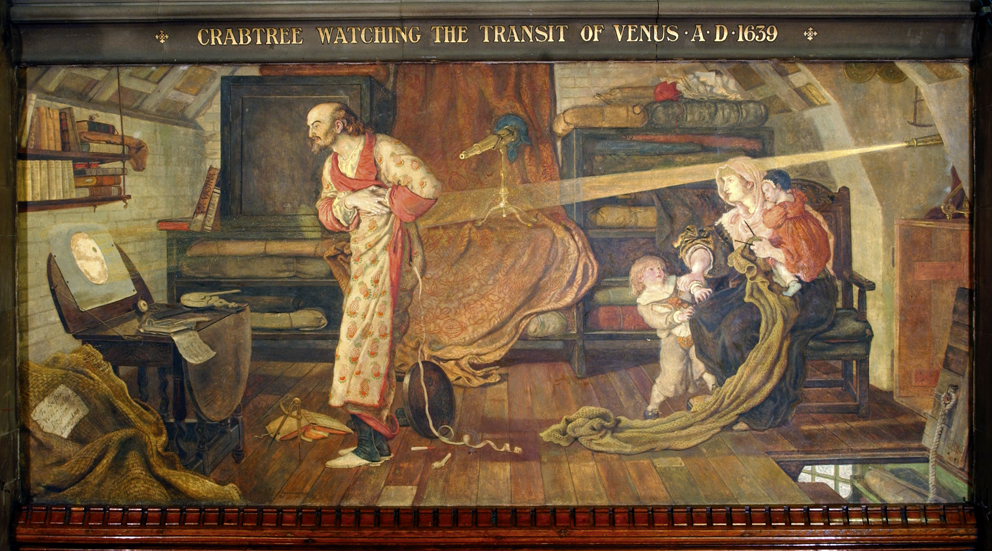
《克拉布特里观测公元1639年的金星凌日》（Crabtree watching the transit of Venus A.D. 1639，福特·马多克斯·布朗绘制的曼彻斯特市政厅壁画之一。）在画中，克拉布特里被描绘成了一名老人。实际上，他在观测时年仅29岁。

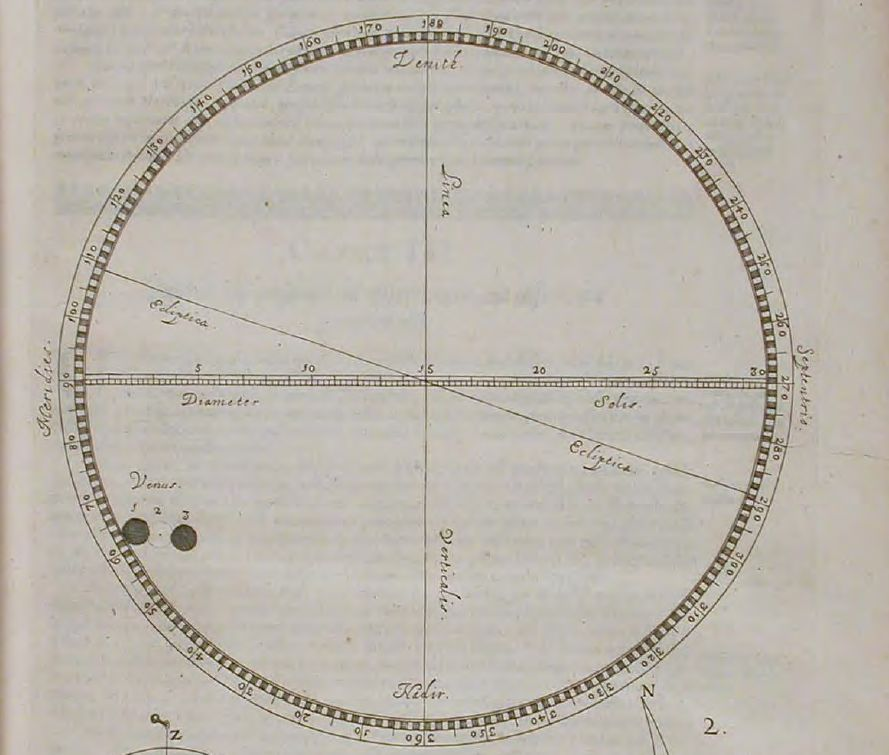
约翰·赫维留在他的报告中基于霍罗克斯的描述添加的一张插图。但这张插图并没有如实展现霍罗克斯所看到的现象。

由于相信这种罕见的天象会导致极端气候，霍罗克斯对于观测的气象条件非常担忧：
（当天）可能是阴天这件事令我非常焦急，因为木星和水星几乎会和金星同时与太阳相合。这一奇绝的行星走位——就像它们想要与我们一起去注视上天的奇迹，并为这一盛事添一份壮丽一样——非常可能是极端天气的预兆。合日时总会带来风暴的水星特别令我害怕。天文学家们都与我有相同的担忧，因为它能够得到经验验证，不过从另外的角度来说，我不禁要去鄙视他们那副端着架子的样子。——杰雷米亚·霍罗克斯，《太阳中观测到的金星》（Venus in sole Visa）
到了11月23日中午前后，霍罗克斯让他的屋子暗下来，并使透过窗户进来的阳光聚焦到纸上，以观测图像。根据他的计算结果，在他所处的马驰胡尔（他测定的经度为53° 35'），金星凌日大约会在24日下午3时前后开始，但他还是在前一天就开始了观测，以防计算误差导致错过这一天象。:112他在当天日出时即开始了观测，尽管当天天气多云，他还是在下午3时15分左右看到金星小小的黑影开始穿过太阳，并观察了30分钟左右，直到3时53分日落。
当观测时刻临近时，我回到了公寓，关上向光的窗户，将之前对好焦的望远镜通过光孔，并让光线直射到纸上……从日出到9点，从刚过10点到中午，以及下午一点，我都紧紧地盯着24号位。在其中的间歇时间里，我需要去办些最为重要的事情。我不能为了这些不实际的追求而对它稍作怠慢……下午3点15分，当我又有时间继续办我的事情的时候，云，就像由祂的手分开一样，完全消散了……接着，我看到了最为理想的景象，我衷心祈盼的东西，那个大小非比寻常又呈完美圆形的黑点已经从左侧进入日轮……毫无疑问，那是行星的影子，我当即尽全力去观察它……尽管金星会在太阳里继续停留几个小时。但对于我来说，考虑到（太阳）下沉得这么快，我半个小时后也就看不到她了……轨道倾角是我唯一一个不能得到较高精度的观测数据；由于太阳的快速运动，即使将它确定至1度也是相当困难的……但其他数据的精确度都如同预期。——杰雷米亚·霍罗克斯，《太阳中观测到的金星》
克拉布特里使用类似的器械进行了观测，不过由于布劳顿当天阴沉的天气，他没有充足的时间进行观测，只是看到了金星凌日。霍罗克斯是这么描述当天的情形的：“他站在那里全神贯注地思考了一段时间，几乎不相信自己的感官，大喜过望……不久后，云又开始遮挡住太阳的脸，他只能看到金星当时确实在日轮之中。”之后，他在金星经过太阳后对其进行了速写，并估算出其角直径为1' 3"，与实际值的误差在1秒之内。霍罗克斯估计的1' 12"就不那么精确了。

## 观测结果
开普勒当时已经发现行星间距会随着它们与太阳的距离而成比例增长，这令他相信宇宙是遵循神圣的和谐创造的，而行星的体积也会按照同样的方式增长。他在1618年写到：“没有什么会比（行星的）大小顺序会依照它们（与太阳距离远近）的顺序更合乎自然的了。”霍罗克斯测量金星的大小在叠加开普勒与伽桑狄的测量误差后看起来证实了这一点，他还试探性地提出了一个定律，即所有行星（除了火星外）从太阳看到的视直径相同，都为28秒。这意味着开普勒提出的有关行星大小的猜想是正确的，这也让霍罗克斯得到了这样一个错误的结论，即行星与太阳间的距离会是其半径的15,000倍。因而他由此估算出地球与太阳的距离约为9700万千米。而它还意味着太阳系要比传统认定的大小大出10倍。他的数值要远小于天文单位的现代公认值1亿5千万千米，不过尽管是基于错误的前提，它还是比当时已经提出的数值要精确得多。
到了1640年，加斯科因为他的望远镜装上了分划板和测微计。这些对于霍罗克斯都具有非比寻常的价值。他向克拉布特里展示了这些改进。克拉布特里将其告诉给了霍罗克斯，并向加斯科因回报道到：“我的朋友霍罗克斯坦诚地表示，我提到的那件事让他魂不守舍，他现在还在又惊又喜的意外之境中。我恳求您不要放过任何想法，去完善您已开始的神迹。”
霍罗克斯为他基于观测结果的拉丁文专著《太阳中观测到的金星》（Venus in sole Visa）打了一些底稿，不过在付梓前即于1641年1月3日猝然离世，年仅22岁。

## 影响

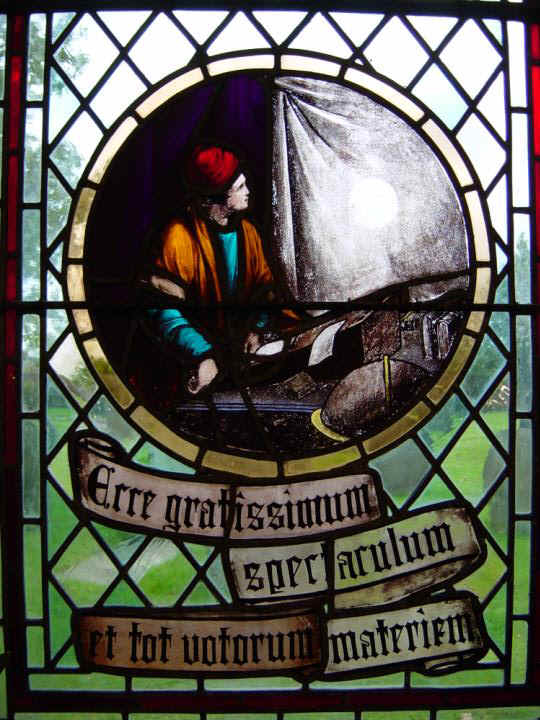
胡尔的圣米迦勒教堂中的杰雷米亚·霍罗克斯纪念像。其中的拉丁文取自霍罗克斯1639年金星凌日的报告，原文如下：Ecce gratissimum spectaculum et tot votorum materiem（最令人由衷感激的奇观与热忱心愿的实现）

《太阳中观测到的金星》的一些手稿由克拉布特里保管。他在霍罗克斯离世3年后去世。他们的另一位笔友，威廉·加斯科因，也在同一年于马斯顿荒原战役中战死。霍罗克斯的手稿在他家人保存了一小段时间；其中的一些在英国内战中损毁，另一些则被他的弟弟，乔纳斯，带到了爱尔兰并就此不见踪影，还有一些则成了古董商与天文学家克里斯托弗·汤内力的收藏品。曾在17世纪中期著有三部天文学专注的杰里米·谢克利曾在他的手中看过这些手稿。其余的手稿则在1666年的伦敦大火中烧毁。尽管一直未能出版，这些手稿还是在17世纪50年代后期广为流传。
英王查理二世于1661年4月23日（格里高利历5月3日）加冕。当天发生了水星凌日。荷兰天文学家克里斯蒂安·惠更斯出席了加冕礼。他在这段时间听说了约翰·沃辛顿（霍罗克斯同代人，剑桥大学耶稣学院硕士也是伊曼纽尔学院校友）于1659年发现了霍罗克斯的手稿以及他与克拉布特里来往信笺的残片。惠更斯认识杰出的波兰天文学家约翰·赫维留，并给他了一份手稿复制本。赫维留将其添到了他于1662年发表的《但泽水星凌日报告》（Mercurius in sole visus Gedani）的附录中。《太阳中观测到的金星》的出版使得当时新近成立的英国皇家学会惊慌失措。他们刚刚意识到这样一份出自英国人之手的简练重要的手稿竟会在自己的母国被冷落了这么长时间。霍罗克斯在伊曼纽尔学院时的友人、学会创始成员也是领头人之一的约翰·沃利斯的意见可以代表当时众位会士的意见：

这样一份千金难换的、描述简洁并准备好出版的珍贵观测报告竟被放置二十有二年。竟没有人在奠基人去世后接下后继者的职责，为对天文学如此重要的专著带来重见天日的希望，为了我们的国家的声望以及全人类的进步保存一份作品。这些都让我不禁感到不悦。:1–2

皇家学会后来将霍罗克斯大部分遗稿结为《杰雷米亚·霍罗克斯遗作》（Jeremiae Horroccii Opera Posthuma），于1672年至1673年出版。
对于此次金星凌日的记录被后世公认为英国现代天文学的开端。約翰·佛蘭斯蒂德后来将霍罗克斯、克拉布特里以及加斯科因尊为英国天文学研究的奠基人以及伽利略与开普勒学说的继承人。他以他们1638年至1643年间的信笺与观测报告为其编写的三卷本《不列颠天文史》（Historia Coelestis Britannica，1745）开篇。

## 纪念

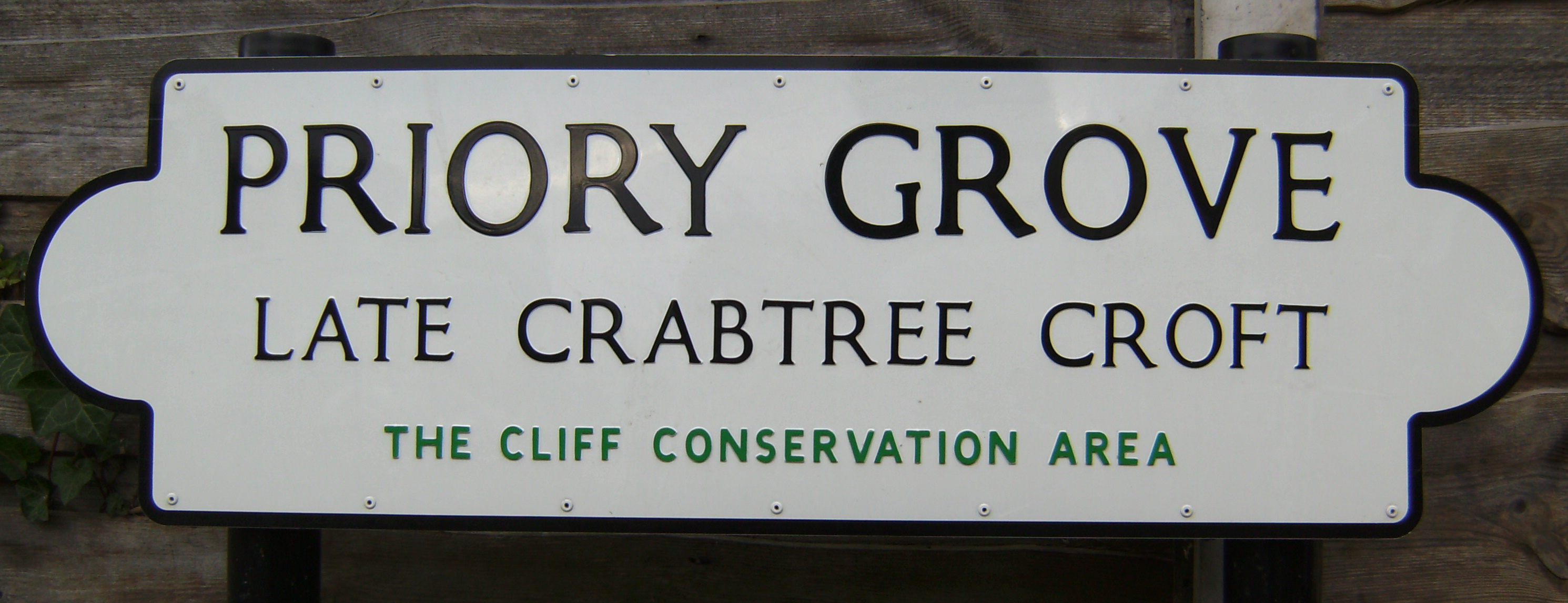

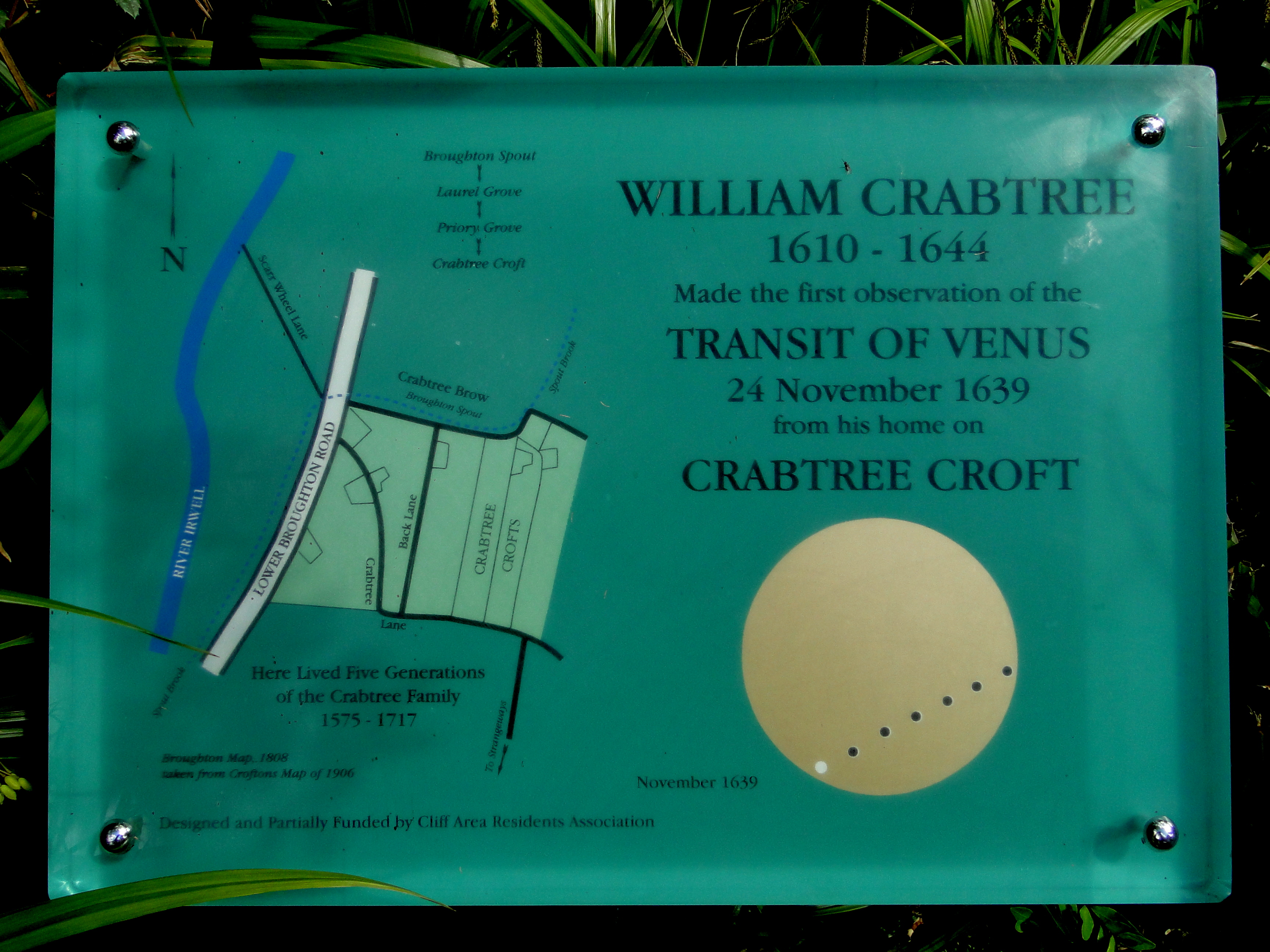
在克拉布特里布劳顿故居附近的纪念其观测事迹的牌匾

霍罗克斯与克拉布特里的事迹在19世纪又被人们重新记起。曾翻译过《太阳中观测到的金星》的A·B·沃顿认为霍罗克斯写到的“在其中的间歇时间里，我需要去办些最为重要的事情。我不能为了这些不实际的追求而对它稍作怠慢”应该指的是助理牧师的职责。尽管那件事情可能指的是家教的工作或者是去做礼拜，但是穷困的助理牧师的说法还是广为流传。1874年，在各方游说下，人们在威斯敏斯特礼拜堂牛顿纪念碑的对面立起了纪念杰雷米亚·霍罗克斯的石碑，铭文如下：

In memory of Jeremiah Horrocks, Curate of Hoole in Lancashire who died on 3rd of Jan, 1641 in or near his 22nd year.
Having in so short a life detected the long inequality in the mean motion of Jupiter and Saturn discovered the orbit of the moon to be an ellipse determined the motion of the lunar apse suggested the physical cause of its revolution and of Venus which was seen by himself and his friend William Crabtree on Sunday the 24th of November (O.S.) 1639. This tablet facing the monument of Newton was raised after the lapse of more than two centuries. Dec. 9, 1874.
译文：为纪念兰开夏胡尔的助理牧师，死于1641年1月3日，得年22岁的杰雷米亚·霍罗克斯。
在短短的一生里，他察觉到木星与土星的不均匀运动、发现了月球的椭圆公转轨道、确定了月球拱点的运动、提出这一变动的物理原因并与他的朋友威廉·克拉布特里在1639年11月24日（旧历）星期日观测了金星凌日。这块石碑是在延宕了近两个世纪后于1874年12月9日在牛顿纪念碑的对面为其立起。

自1848年至1881年担任胡尔教区圣米迦勒教堂牧师的罗伯特·布里克尔曾向兰开夏、牛津以及剑桥的公众筹款为霍罗克斯在教堂里立起了新的高坛与祭坛。两者先后于1824年及1858年完工。小礼拜堂于1998年至1999年进行了扩建，原本于1874年安装的北墙的第一扇窗户中的玻璃圆窗绘上了纪念1874年与2004年金星凌日的彩画。此外教堂里还有纪念霍罗克斯的大理石碑。1859年，教区居民为纪念霍罗克斯为教堂安装了时钟。安装于1875年的日晷上刻有霍罗克斯说的“Sine Sole Sileo”（“没有太阳，我将沉默不语”）。
1903年，艺术家福特·马多克斯·布朗受到委托为曼彻斯特市政厅绘制了壁画。其中一幅《克拉布特里观测公元1639年的金星凌日》就是他以浪漫主义手法对于克拉布特里观测过程的描绘。
2004年6月9日，在21世纪第一次金星凌日如霍罗克斯的预期发生一天之后，为纪念威廉·克拉布特里而在下布劳顿路与格罗夫修道院交汇点、标记克拉布特里农场北边立起的路牌揭幕。2005年12月，在克拉布特里与霍罗克斯合作期间居住的常青藤农舍几码外的纪念牌匾揭幕。而在另一次金星凌日于2012年6月5日至6日到来时，人们在马驰胡尔的教堂进行了纪念活动，并通过NASA官网向全世界直播。克拉布特里位于布劳顿的故居也进行了纪念活动。人们在福特·马多克斯·布朗绘制的壁画启发下于常青藤农舍重演了金星凌日观测。NASA向百万观众直播了这一活动，并将夏威夷观测到的景象投射到农舍的一侧。